# نيكولاس إدوارد براون
نيكولاس إدوارد براون (بالإنجليزية: Nicholas Edward Brown)‏ ‏(11 يوليو 1849 - 25 نوفمبر 1934) هو عالم نبات بريطاني، مُتخصص بعلم تصنيف النباتات، وخاصة النباتات العصارية والصقلاباوات والديمومية والفصيلة الشفوية.